# Ádám Pintér
Ádám Pintér (* 12. června 1988, Ďarmoty, Maďarsko) je maďarský fotbalový záložník a reprezentant, který v současnosti hraje za klub Ferencváros Budapešť.

## Klubová kariéra
Mimo Maďarsko hrál na klubové úrovni ve Španělsku, Rusku a Řecku.

## Reprezentační kariéra
V A-mužstvu Maďarska debutoval 12. 10. 2010 v kvalifikačním zápase v Helsinkách proti týmu Finska (výhra 2:1).
S maďarským národním týmem slavil v listopadu 2015 postup z baráže na EURO 2016 ve Francii. Německý trenér maďarského národního týmu Bernd Storck jej zařadil do závěrečné 23členné nominace na EURO 2016 ve Francii. Maďaři se ziskem 5 bodů vyhráli základní skupinu F. V osmifinále proti Belgii se po porážce 0:4 rozloučili s turnajem.